# Ray Brady
Pour les articles homonymes, voir Brady.
Ray Brady, né le 3 juin 1937 à Dublin et mort le 15 novembre 2016, est un footballeur international irlandais qui évolue au poste de défenseur.

## Biographie
Ray Brady joue principalement en faveur des clubs anglais du Millwall FC et des Queens Park Rangers. Il dispute 145 matchs en troisième division anglaise, et 110 matchs en quatrième division.
Il reçoit six sélections en équipe d'Irlande entre 1963 et 1964.
Il joue son premier match en équipe nationale le 25 septembre 1963, contre l'Autriche (score : 0-0 à Vienne). Il reçoit sa dernière sélection le 13 mai 1964, contre la Norvège (victoire 1-4 à Oslo).

## Sources
- (en) Stephen McGarrigle, The Complete who's who of Irish international football : 1945-1996, Edimbourg, Mainstream Publishing, octobre 1996, 237 p. (ISBN 1-85158-894-9), p. 25